# Senra incana
Senra incana é uma espécie de planta do gênero Senra. Esta planta produz os seguintes compostos fenólicos; coniferaldeído, escopoletina, sinapaldeído e siringaldeído.